# Pseudocheilinus citrinus
Pseudocheilinus citrinus es una especie de peces Perciformes de la familia Labridae.

## Morfología
Los machos pueden llegar alcanzar los 6,6 cm de longitud total.

## Distribución geográfica
Se encuentran en las Islas Cook, la Polinesia Francesa, Pitcairn y Tuamotu.